# Унілінійність
Унілінійність (від лат. unus «один» та лат. linea «лінія») — один із різновидів визначення спорідненості, за якого родинні зв'язки дітей із покоління в покоління визначають за батьками лише однієї статі. Таке визначення спорідненості підкреслює більшу соціальну значущість одних родинних зв'язків щодо інших. Унілінійність у тих чи інших соціальних суспільствах може виступати як матрилінійність, що враховує зв'язки дітей тільки з матір'ю, або як патрилінійність, що враховує зв'язки тільки з батьком, або як дуолінійність (подвійне визначення спорідненості), за якої кожен член суспільства належить і до матрилінійної, і до патрилінійної груп (паралельне існування двох унілінійних груп в одному суспільстві у різних груп людей називають білінійністю).
Унілінійний принцип визначення спорідненості найчастіше представлений серед родинних об'єднань, походження яких зводиться до спільного предка. До таких об'єднань, характерних переважно для доіндустріальних суспільств, відносять клани, лініджі та сіби. Унілінійність протиставлена неунілінійним правилам визначення спорідненості — амбілінійності та білатеральності. Перше правило визначення виділяється за довільно чергованим визначенням зв'язку поколінь — то за батьками-чоловіками, то за батьками-жінками, друге правило враховує родичів індивіда з обох сторін і орієнтується не на спільного предка, а на спільного родича, яким є індивід (в англійській науковій традиції білатеральними називають усі неунілінійні правила визначення спорідненості, зокрема й амбілінійне.
Найчастіше поняття «унілінійне суспільство» висловлює принцип унілінійності лише відносно, оскільки родинні зв'язки, які не є провідними, також можуть бути значущими. Наприклад, у групі, що характеризується матрилінійністю, передбачається, що права, обов'язки та види власності успадковуються тільки через жінок, але в реальних суспільствах йдеться про передання лише частини таких прав та обов'язків, нехай і основних, деяка частина прав та обов'язків може передаватися також і через чоловіків.
У ряді етнологічних робіт термін «унілінійність» може означати пізнішу стадію розвитку визначення спорідненості, пов'язану з появою розвинених генеалогічних уявлень. Вважається, що в такому розумінні цього терміна унілінійності передував етап, званий унілатеральністю (у формах матрилатеральності та патрилатеральності). Відповідно до зазначеної концепції, після унілінійності принцип визначення спорідненості еволюціонував у білінійність. У минулому в науці була поширеною думка про те, що матрилінійність історично передувала патрилінійності, але від 1960-х років обидва різновиди унілінійності розглядають як системи, що рівноправно співіснували раніше і рівноправно співіснують нині.